# Зарубки на память
«Зарубки на память» — советский художественный чёрно-белый драматический фильм, снятый в 1972 году режиссёрами Николаем Гибу и Михаилом Израилевым на киностудии «Молдова-фильм».
Премьера состоялась 11 июня 1973 года. Фильм посмотрели 6 млн зрителей.

## Сюжет
Румыния, конец 1920-х годов. Николай Жердан и его семья активно участвуют в народном движении Бессарабии за присоединение к Советскому Союзу. Они оказывают сопротивление румынским властям, помогают революционерам и переправляют документы о национальной независимости в Советский Союз.
Семья сталкивается с арестами, преследованиями фашистов, но несмотря на все трудности, они остаются верными своим убеждениям и борются за свою страну. В конце концов, благодаря их усилиям и сотрудничеству с советским правительством, приходит освобождение и надежда на лучшее будущее для Бессарабии.

## Роли исполняют
- Владислав Дворжецкий — Петря Радукан (главная роль)
- Борис Зайденберг — Николай Жердан (главная роль)
- Александр Сныков — Сергей Жердан (главная роль)
- Жанна Мархевка — Ленуца (главная роль)
- Констанца Тырцэу — Мария (главная роль)
- Вячеслав Шалевич — Александр Шубарский (главная роль)
- Роман Хомятов — Алексей Гребу (главная роль)
- Виктор Соцки-Войническу — Николеску (главная роль)
- Анатолий Солоницын — Чербуну (главная роль)
- Вацлав Дворжецкий — Рэдеску (главная роль)
- Ион Аракелу — Семка (главная роль)
- Игорь Чирков — Кирилка (главная роль)
- Георгий Георгиу — Лейзер
- Домника Дариенко — Дарья
- Александр Орлов — майор
- Татьяна Ткач — Иоанна
- Нисель Бродичанский
- Думитру Карачобану — Стерпу
- Елена Попенко — Анна
- Василе Райлян — Вере
- Нина Дони — Домника
- Василе Зубку-Кодряну — железногвардеец
- Валериу Купча — директор школы
- Н. Бабич — эпизод
- Исидор Бурдин — эпизод
- Константин Константинов — эпизод
- Андрей Нагиц — рабочий мастерских
- В. Слободянюк — эпизод
- Хараламбиэ Бердага — эпизод
- И. Гавриличева — эпизод
- Ефим Лазарев — эпизод
- Антонина Райляну — эпизод
- Валерий Харченко — эпизод
- Н. Хорхота — эпизод
- Виктор Выбриенко — молодой человек в корчме (нет в титрах)
- Валентина Гицак — эпизод (нет в титрах)
- Николае Дарие — шпион (нет в титрах)
- Николай Заплитный — жандрам (нет в титрах)
- Валериу Каланча — эпизод (нет в титрах)
- Людмила Падницкая — эпизод (нет в титрах)
- Юлиан Пыслару — эпизод (нет в титрах)
- Мирче Соцки-Войническу — Ионеску (нет в титрах)
- Спиру Харет — эпизод (нет в титрах)

## Съёмочная группа
- Автор сценария: Василий Худяков
- Режиссёры-постановщики: Николай Гибу, Михаил Израилев
- Главный оператор: Леонид Проскуров
- Главный художник: Антон Матер
- Композитор: Евгений Дога
- Звукооператор: Илья Бойко

## Музыка
В фильме звучит музыка в исполнении Оркестра Госкино СССР и хора Всесоюзного радио, дирижёр Мартин Нерсесян.